# Абово (платформа)
А́бово — остановочный пункт на дороге Москва — Рига. Используется пассажирами пригородных поездов Великие Луки — Себеж и Великие Луки — Посинь. 

## Движение поездов
Без пересадки можно добраться из Москвы (прицепной вагон Москва — Себеж поезда 661), Великих Лук (два раза в день идёт поезд Великие Луки — Себеж), Себежа (дважды в день на поезде Себеж — Великие Луки), в летний период из Петербурга (прицепной вагон Санкт-Петербург — Себеж поезда № 677).
Через станцию дважды в день проходит скорый поезд № 1/2 Москва — Рига — Москва, однако остановки он здесь не делает. Ближайшие станции, где останавливается этот поезд — Себеж и Великие Луки.
- 6:14 Себеж — Великие Луки
- 10:54 Великие Луки — Посинь (с беспересадочными вагонами Москва — Себеж и Санкт-Петербург — Себеж)
- 17:35 Посинь — Великие Луки (с беспересадочными вагонами Себеж — Москва и Себеж — Санкт-Петербург)
- 19:30 Великие Луки — Себеж